# Feltham Beauty
Feltham Beauty es una  variedad cultivar de manzano (Malus domestica). 
Criado y presentado por los viveristas "Veitch's Nursery", Langley, Bucks. Descrito por primera vez en 1908. Recibió el Premio al Mérito de la Royal Horticultural Society en 1908. Las frutas tienen una carne firme y crujiente con un sabor subacido y dulce.

## Historia
'Feltham Beauty' es una variedad de manzana, desarrollada por el cruce de Cox's Orange Pippin x Gladstone conseguida por "Veitch's Nursery", viverista, Buckinghamshire, Inglaterra, introducido, 1908. Recibió un Premio al Mérito en 1908 de la Royal Horticultural Society.
'Feltham Beauty' se cultiva en la National Fruit Collection con el número de accesión: 1921-083 y Accession name: Feltham Beauty.

## Características

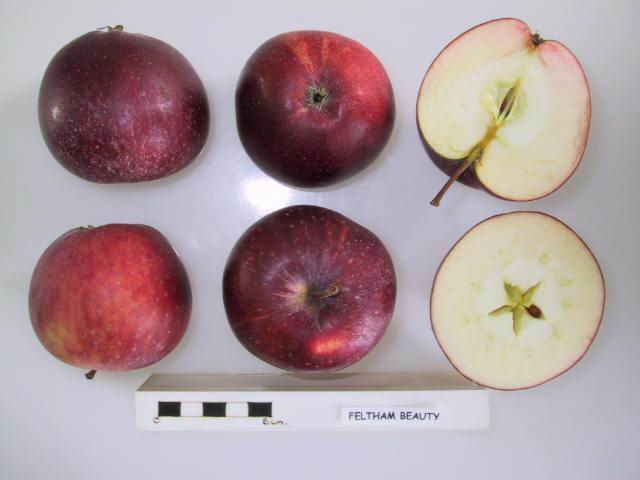
La Manzana 'Feltham Beauty' seccionada.

'Feltham Beauty' árbol de extensión vertical, de vigor moderado. Tiene un tiempo de floración que comienza a partir del 8 de mayo con el 10% de floración, para el 13 de mayo tiene una floración completa (80%), y para el 20 de mayo tiene un 90% caída de pétalos.
'Feltham Beauty' tiene una talla de fruto de medio a grande; forma oblonga, con una altura de 60.50mm, y con una anchura de 70.00mm; con nervaduras  débiles a medias; epidermis con color de fondo amarillo verdoso, con un sobre color rojo, importancia del sobre color alto a muy alto, y patrón del sobre color rayado, "russeting" (pardeamiento áspero superficial que presentan algunas variedades) muy bajo; la piel desarrolla una sensación grasa; la carne es de color verde pálido, suave. Muy dulce con toques de anís.
Su tiempo de recogida de cosecha se inicia a mediados de agosto. En almacenamiento en frío se mantiene cuatro meses en cámara frigorífica.

## Usos
Una buena manzana de uso de postre fresca en mesa.

## Ploidismo
Diploide, auto estéril. Grupo de polinización: D, Día 13.